# Grand étouffement de la place Louis-XV
Le grand étouffement de la place Louis-XV est un évènement dramatique au cours duquel plusieurs centaines de personnes périssent étouffées ou écrasées dans la soirée du 30 mai 1770 dans un mouvement de foule sur la place Louis-XV et à l’entrée de la rue Royale lors de festivités données  en l'honneur du mariage du dauphin et de l'archiduchesse Marie-Antoinette d'Autriche.

## Le contexte

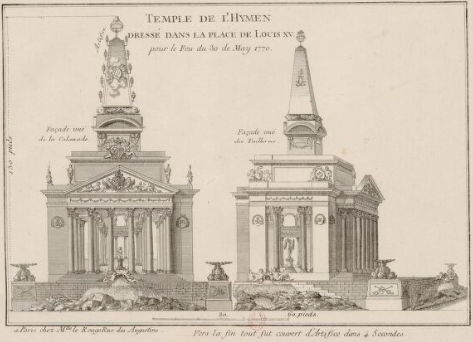
Temple de l'hymen.

Pour fêter le récent mariage du dauphin (le futur Louis XVI) et de la dauphine Marie-Antoinette d'Autriche, la ville de Paris décide d’offrir le 30 mai 1770 un spectacle aux parisiens, un feu d’artifice sur la place Louis-XV (actuelle place de la Concorde) en cours d’aménagement suivi par des illuminations sur les boulevards.
Le prévôt des marchands Jérôme Bignon décide d’assurer l'ordre de ces festivités sous sa seule autorité par la Compagnie des gardes de la ville sans intervention de la lieutenance de police dépendant de la Couronne, ce qu'accepte le roi.
Un Temple de l’hymen surmonté d’une pyramide terminée par un globe et orné d’une colonnade adossée à la statue de Louis XV est édifié au centre de la place, alors en cours d'aménagement. Ainsi, des blocs de pierre de taille destinés aux statues et constructions prévues parsemaient cette vaste esplanade sillonnée de fossés.
Le feu d’artifice de 30 000 fusées, organisé par les frères Ruggieri, serait tiré à partir des angles du temple de l’hymen, le bastion de réserve d’où partirait le bouquet final étant situé  derrière la statue au centre de la place.

## L’évènement

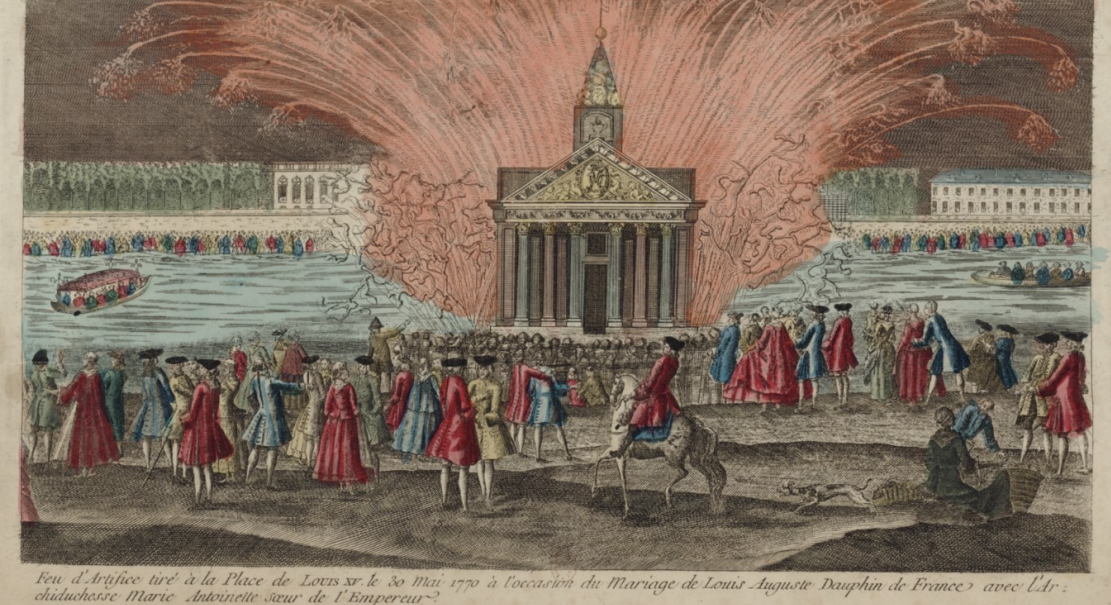
Feu d'artifice tiré place Louis-XV le 30 mai 1770.

Le feu d’artifice avec plusieurs faux départs et des tirs mal ajustés apparaît assez décevant à la foule affluée sur la place. Finalement, une fusée retombe sur le bastion des artificiers déclenchant un incendie et un mouvement de panique.
La plupart des spectateurs se dirigent vers les boulevards la plupart en direction de la rue Royale qui comprend un goulet d’étranglement de maisons en cours de démolition, un moins grand nombre par les deux rues parallèles Saint-Florentin et de la Bonne-Morue (devenue rue Boissy-d'Anglas). Une foule venant des boulevards afflue dans le sens opposé vers la place. A ce moment, des carrosses maintenus derrière la colonnade s’élancent brusquement coupant le passage à l’entrée de la rue Royale. Des chevaux s’affalent sur la foule. La bousculade entraine la chute de spectateurs dans les fossés de la place, d’autres s’écrasent sur les blocs de pierre. La plupart meurent étouffés avant de tomber. Des voleurs dépouillent les cadavres des objets de valeur.
Les gardes de la ville qui auraient dû assurer l’ordre étaient pour la plupart absents.
Le lieutenant de police Sartine avait assisté au début du feu d'artifice, était reparti peu avant la catastrophe, puis, ayant entendu les clameurs, était revenu sur place pour participer à la remise en ordre jusqu’à 2 heures et demie du matin.

## Les suites
132 cadavres sont relevés sur le lieu de la fête (89 femmes, 43 hommes y compris 11 enfants de 6 à 11 ans). Les corps sont amenés au corps de garde le plus proche puis transférés au cimetière de la Madeleine pour identification. Un nouveau décompte porte le nombre de morts identifiés par les bulletins de décès à 688 distingués par l’administration dans les catégories suivantes : « 5 moines, 2 abbés, 22 personnes distinguées, 155 bourgeois, 424 du menu peuple ». Le « menu peuple » est un vaste ensemble comprenant des artisans, des petits commerçants, des domestiques, des mendiants etc.
Compte tenu des morts non identifiés ou ceux ayant succombé à leurs blessures, le nombre de victimes est vraisemblablement de l’ordre du millier, celui des blessés (comprenant des estropiés) certainement supérieur.
Une enquête ouverte par le Parlement de Paris est confiée à l’abbé d’Espagnac.
Les personnes venues identifier les cadavres (la moitié sont reconnus par la famille, l’autre moitié par des voisins ou des compagnons de travail, 11 sont restés inconnus) et les blessés sont interrogés par les commissaires et les inspecteurs de police.
Les documents d’archives (compte-rendu des interrogatoires et objets retrouvés sur les cadavres) donnent une connaissance de la société parisienne de cette époque.
La responsabilité de la ville est généralement reconnue. La présence du prévôt des marchands à l’opéra une semaine après le drame et ses propos font scandale.
Le drame entraine une réflexion sur le système policier parisien dans lequel de multiples corps se faisaient concurrence.

## La catastrophe dans la littérature
L'écrasement du 30 mai 1770 est décrit dans le roman Le Fantôme de la rue Royale (2001) de Jean-François Parot et son adaptation en bande dessinée.
Il est également décrit aux chapitres « LXVII - Le Feu d'artifice » et « LXVIII - Le Champ des morts » du roman d'Alexandre Dumas Mémoires d'un médecin — Joseph Balsamo (1846 - 1849).

## Sources